# Bleyer Jakab
Bleyer Jakab (Dunacséb, 1874. január 25. – Budapest, Józsefváros, 1933. december 5.) magyar irodalomtörténész, egyetemi tanár, a Magyar Tudományos Akadémia levelező tagja, a nemzeti kisebbségek tárca nélküli minisztere.

## Család, ifjúkor
Német parasztcsalád gyermekeként a Bácskában, Dunacsében (Tscheb, a mai Čelarevo, Szerbia) született, szülei Bleyer Jakab és Stern Veronika. Német népiskolai tanulmányai után a tehetséges fiú az újvidéki (Neusatz, Novi Sad) magyar gimnáziumba, majd a kalocsai jezsuita gimnáziumba járt. Ezt követően a budapesti egyetemen folytatta tanulmányait germanisztika és magyar filológia szakon. Az Eötvös-kollégium tagja volt. 1897-ben szerzett bölcsészdoktori oklevelet. Szakdolgozatát „A német történelmi népdalok magyar vonatkozásai 1551-ig” címmel írta [„Ungarische Beziehungen der deutschen historischen Volkslieder bis 1551”]. A magyar-német kapcsolatok témája ettől kezdve végigkísérte életét.

## Pályafutása
1897-től budapesti gimnáziumi, 1900-tól soproni főreáliskolai tanárként állt munkába. 1903-1904-ben állami ösztöndíjjal a müncheni és lipcsei egyetemen továbbképzésben vett részt. Hazatérése után ismét Budapesten tanított gimnáziumban. 1905-ben, 31 éves korában habilitált, kilépett az állami szolgálatból, hogy egyetemi magántanárként a budapesti egyetemen oktasson. 1905-1909-ben a Budapesti Philológiai Társaság titkári teendőit is ellátta. Már 1910-ben a Magyar Tudományos Akadémia levelező tagja lett, később Németországban is hasonló megtiszteltetésben volt része, mint a müncheni Német Akadémia tanácsának tagja, valamint a tübingeni egyetemi tanácsnak tiszteletbeli tagja. 1908-ban meghívást kapott Kolozsvárra az egyetemre német nyelv és irodalom tanárnak. 1911-ig maradt itt, amikor is a budapesti egyetem hívására visszatért egyetemi tanulmányai színhelyére, ahol a német irodalomtörténet tanára volt 1919 októberéig. 1911-ben Budapesten Bleyer Jakab Petz Gedeonnal közösen megalapította az egyetemen a Germanisztikai Intézetet. Ők ketten a következő évben disszertációsorozatot indítottak, bevonva a munkába Heinrich Schmidtet, „Arbeiten zur deutschen Philologie” címmel, a tudományos utánpótlás szorgalmazására. 1915-től mint a magyarországi német kisebbség mozgalmainak egyik irányítója a politikai életben is részt vett. 1917-ben jelent meg Bleyer Jakab programszerű tanulmánya „A magyarországi németség” [„Das ungarländische Deutschtum”] címmel, amelyben kulturális jogokat követelt a sváboknak, teljes egészében az 1868. évi magyar liberális nemzetiségi törvény szellemében. A Magyarországi Tanácsköztársaság alatt aktívan részt vett az ellenforradalomban, a Fehérház Bajtársi Egyesület egyik vezető személyiségeként jelentős szerepe volt a Peidl-kormány és vele a Tanácsköztársaság megbuktatásában, ami után, 1919. augusztus 15-étől 1920. december 16-áig a nemzeti kisebbségek tárca nélküli minisztere volt a Friedrich-, a Huszár-, a Simonyi-Semadam- és az első Teleki-kormányban. 1919. augusztus 21-én a nemzeti kisebbségek egyenjogúsítását érintő rendeletet bocsátott ki, amelynek célja ezen kisebbségek számára a nyelvi-kulturális autonómia biztosítása volt.
Miniszterként küzdött a nyugat-magyarországi németlakta területek Ausztriához csatolása ellen, ezáltal magára haragította az ausztriai és németországi német nemzeti érzelműeket. Burgenland elvesztését a magyar közvélemény Bleyer személyes kudarcának tekintette, a szélsőjobboldali politikusok hazafiatlansággal vádolták.

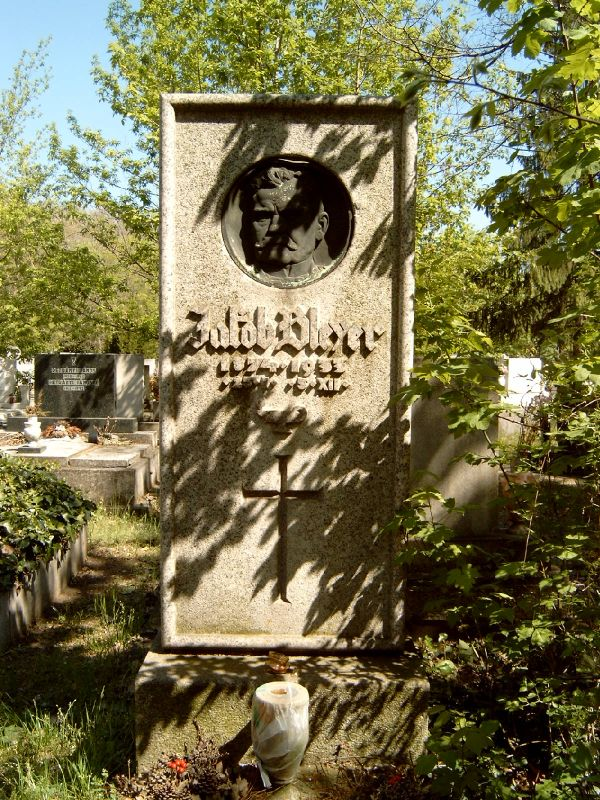
Bleyer Jakab sírja Budapesten. Új köztemető: 22/1-1-203

Trianon után Magyarország feladta korábbi liberális kisebbségi politikáját. Bleyer Jakab 1921 januárjában megalapította a „Sonntagsblatt für das deutsche Volk in Ungarn“-t, amely az ország egyetlen német nyelvű hetilapjaként rövid idő múlva a magyarországi németek fontos érdek- és jogi képviseleti orgánumává vált.
A magyar kormány új nyelvrendelete (1923. június 22. - garantálta a kisebbségek számára többek között az anyanyelv szabad használatát a közéletben és az iskolákban) ellenére a magyar közigazgatási, egyházi és iskolai hatóságok a kisebbségek nyelvi asszimilációját szorgalmazták. Három héttel később, 1923. július 15-én Bleyer Jakab egyesületet alapított „Ungarländischer Deutscher Volksbildungsverein” (UDV) néven, amelynek haláláig vezetője maradt. Jóllehet ez a kulturális szervezet államilag engedélyezett volt, tevékenységét kormányzati és igazgatási szervek korlátozták. Így az egyesületnek 1933-ig 186 faluban mindössze 12 000 tagja volt, amely a magyarországi német lakosságnak csupán 2,5 százalékát tette ki. 
1929-ben folyóiratot alapított „Deutsch-Ungarische Heimatblätter” címmel. Az 1933-ig negyedévenként megjelenő lap a magyarországi németség és a magyar-német kapcsolatok tudományos kutatását tűzte ki célul. Ehhez Bleyer magyarországi tudósok, kutatók mellett a Monarchia utódállamaiból és német nyelvű országokból is felkért szerzőket. Számos dolgozata jelent meg a szakfolyóiratokban. Az Egyetemes Philologiai Közlönynek társszerkesztője volt.
1920-tól a Keresztény Nemzeti Egyesülés Pártja programjával nemzetgyűlési, 1926-tól egységespárti országgyűlési képviselő volt.    
A magyar országgyűlés 1933. május 9-ei ülésén Bleyer Jakab keresztény konzervatív képviselőként a magyarországi német kisebbség érdekeiért szólalt fel, mellyel a nacionalista és jobboldali konzervatív körökben és a budapesti egyetemisták körében is uszító hadjáratot váltott ki saját személye és a magyarországi németek ellen.

## Művei
- A magyar-hun monda germán elemei (Bp., 1906)
- Gottsched hazánkban (Bp., 1909)
- Hazánk és a német philologia a 19. sz. elején (Bp., 1910)
- Friedrich Schlegel am Bundestage in Frankfurt (München-Leipzig, 1913)
- A hazai németség (Bp., 1917)
- Das Deutschtum in Rumpfungarn, Verlag des "Sonntagsblattes", 1928[7]
- Festschrift für Gideon Petz (Bp., 1933)

## Származása
| Bleyer Jakab (Dunacséb, 1874. január 25. – Budapest, Józsefváros, 1933. december 5.) magyar irodalomtörténész, egyetemi tanár, miniszter | Apja: Bleyer Jakab (Dunacséb, 1843. szeptember 9. – ) | Apai nagyapja: Bleyer Jakab       | Apai nagyapai dédapja: Bleyer Ádám      |
| Bleyer Jakab (Dunacséb, 1874. január 25. – Budapest, Józsefváros, 1933. december 5.) magyar irodalomtörténész, egyetemi tanár, miniszter | Apja: Bleyer Jakab (Dunacséb, 1843. szeptember 9. – ) | Apai nagyapja: Bleyer Jakab       | Apai nagyapai dédanyja: Lohrer Magdolna |
| Bleyer Jakab (Dunacséb, 1874. január 25. – Budapest, Józsefváros, 1933. december 5.) magyar irodalomtörténész, egyetemi tanár, miniszter | Apja: Bleyer Jakab (Dunacséb, 1843. szeptember 9. – ) | Apai nagyanyja: Mallog Magdolna   | Apai nagyanyai dédapja: Mallog György   |
| Bleyer Jakab (Dunacséb, 1874. január 25. – Budapest, Józsefváros, 1933. december 5.) magyar irodalomtörténész, egyetemi tanár, miniszter | Apja: Bleyer Jakab (Dunacséb, 1843. szeptember 9. – ) | Apai nagyanyja: Mallog Magdolna   | Apai nagyanyai dédanyja: Russmann Anna  |
| Bleyer Jakab (Dunacséb, 1874. január 25. – Budapest, Józsefváros, 1933. december 5.) magyar irodalomtörténész, egyetemi tanár, miniszter | Anyja: Stern Veronika (Gajdobra, 1848. május 22. – )  | Anyai nagyapja: Stern János       | Anyai nagyapai dédapja:                 |
| Bleyer Jakab (Dunacséb, 1874. január 25. – Budapest, Józsefváros, 1933. december 5.) magyar irodalomtörténész, egyetemi tanár, miniszter | Anyja: Stern Veronika (Gajdobra, 1848. május 22. – )  | Anyai nagyapja: Stern János       | Anyai nagyapai dédanyja:                |
| Bleyer Jakab (Dunacséb, 1874. január 25. – Budapest, Józsefváros, 1933. december 5.) magyar irodalomtörténész, egyetemi tanár, miniszter | Anyja: Stern Veronika (Gajdobra, 1848. május 22. – )  | Anyai nagyanyja: Helfrich Katalin | Anyai nagyanyai dédapja:                |
| Bleyer Jakab (Dunacséb, 1874. január 25. – Budapest, Józsefváros, 1933. december 5.) magyar irodalomtörténész, egyetemi tanár, miniszter | Anyja: Stern Veronika (Gajdobra, 1848. május 22. – )  | Anyai nagyanyja: Helfrich Katalin | Anyai nagyanyai dédanyja:               |